# Fallet Henry Clarke
Fallet Henry Clarke (engelska: Deadfall) är en brittisk långfilm från 1968 i regi av Bryan Forbes, med Michael Caine, Giovanna Ralli, Eric Portman och David Buck i rollerna.

## Handling
Inbrottsjuven Henry Clarke (Michael Caine) lägger in sig på en avgiftsklinik i Spanien i ett försök att komma nära den rika patienten Salinas (David Buck). Clarke vill luska ut hur han ska kunna råna mannens storslagna hus.
Clarke inser att han behöver hjälp för att genomföra rånet och börjar samarbeta med Fe Moreau (Giovanna Ralli) och hennes förmögna äldre make Richard (Eric Portman). Det Clarke inte räknat med är den mörka bakgrund som hans nya kumpaner drar in i samarbetet.

## Rollista
| Michael Caine     | – Henry Stuart Clarke   |
| Giovanna Ralli    | – Fé Moreau             |
| Eric Portman      | – Richard Moreau        |
| David Buck        | – Salinas               |
| Leonard Rossiter  | – Fillmore              |
| Geraldine Sherman | – Delgados receptionist |
| Carlos Pierre     | – Antonio               |
| Vladek Sheybal    | – Dr. Delgado           |
| Renata Tarrago    | – Gitarrspelare         |
| Nanette Newman    | – Flicka                |